# Peter Leonard Leopold Benoit
Peter Leonard Leopold Benoit (Harelbeke, 1834 – Anversa, 1901) è stato un compositore belga.

## Biografia
Nell'infanzia ricevette lezioni di musica dal padre musicista del coro e dell'orchestra della parrocchia e dall'organista del villaggio.
Appassionato di musica, sia come compositore sia come musicologo, nel 1847 entrò come apprendista di un pianista e organista a Desselgem. 
Frequentò, dal 1851 al 1855, il Conservatorio di Bruxelles, dove ricevette lezioni di pianoforte da Giovanni Battista Michelot, di armonia da Charles Bosselet, oltreché seguire il corso di contrappunto, fuga e composizione di François-Joseph Fétis, prima di recarsi in Germania, a Dresda, Lipsia, Berlino e Monaco per completarli.
Nel 1857 vinse il  Prix de Rome belga con l'opera cantata Le Meurtre d'Abel, e pubblicò la memoria intitolata L'Ecole de musique flamande et son avenir.  Il suo viaggio di studio in Germania (Colonia, Bonn, Lipsia, Dresda, Berlino e Monaco di Baviera), conseguente al concorso vinto gli rafforzò le sue idee sul nazionalismo e sul naturalismo contraddistinte dall'opposizione all'uso predominante, nell'insegnamento e nella pratica musicale, del francese e del latino, oltreché dalla predilezione per la canzone popolare.
Le caratteristiche musicali del compositore iniziarono a manifestarsi nel 1861 attraverso l'opera Le Roi des aulnes composta durante il suo soggiorno parigino.
Tornato in Belgio, ottenne un grande successo con il suo ciclo religioso Quadrilogie, che confermò con i suoi concerti per pianoforte del 1864, con quelli per flauto del 1865, e soprattutto con il Lucifero Oratorio del 1866, che era l'inizio di una lunga collaborazione con il poeta Emanuel Hiel, caratterizzata dall'uso di testi vernacolari nelle sue composizioni e dallo sviluppo delle idee nazionaliste.
Nel 1864, incorporò una canzone popolare in un poema sinfonico per pianoforte e orchestra. 
Per raggiungere un pubblico più ampio, ha composto cantate su soggetti nazionali e storici, destinate ad essere eseguite all'aperto. Per ragioni educative, Benoit voleva, per quanto possibile, coinvolgere il maggior numero possibile di interpreti nelle sue opere. Queste opere furono quindi progettate per grandi cori e orchestre.
Nel 1867  si sentì in grado di fondare dapprima la Scuola Fiamminga di Musica, con sede ad Anversa e successivamente il Reale Conservatorio Fiammingo.
Fu un autore prolifico e tra le sue tante opere vanno sottolineate la cantata dedicata a Rubens Flanderens Kunstroem (1877) e il De Rhijn (1889); le opere fiamminghe Het dorp in't geberle (1856), Isa (1867), Pompeia (1896); inoltre fu prolifico di pagine per coro
e di musica per orchestra.
Scrisse numerosi saggi e pubblicò articoli in varie riviste.
Massone, membro della loggia di Bruxelles del Grande Oriente del Belgio "Les Vrais Amis de l'Union et du Progrès Réunis" .